# István Kovács (arbitro)
István Kovács (Carei, 16 settembre 1984) è un arbitro di calcio rumeno.

## Carriera
Nel 2007 ha arbitrato la partita che assegnava la Supercoppa di Romania.
Arbitro internazionale dal 2010, il 16 ottobre 2012 ha diretto la partita Lettonia-Liechtenstein (2-0), valida per le qualificazioni al campionato del mondo 2014.
È stato selezionato per il campionato europeo Under-21 del 2019 in Italia e San Marino. Quindi ha arbitrato una partita della fase a gironi del campionato d'Europa 2020.
Nella stagione 2021-2022 ha arbitrato dapprima la semifinale di andata di UEFA Champions League tra Manchester City e Real Madrid (4-3), e poi la finale della prima edizione dell'UEFA Europa Conference League vinta dalla Roma contro il Feyenoord (1-0).
Nominato per la Coppa del mondo per club FIFA 2022, ha diretto la semifinale Flamengo-Al-Hilal (2-3).
Ha arbitrato la finale della Coppa delle nazioni del Golfo 2023 vinta dall'Iraq contro l'Oman (3-2 dts). Nello stesso anno, in giugno è stato quarto ufficiale nella finale della UEFA Champions League vinta dal Manchester City contro l'Inter (1-0).
Il 23 aprile 2024 la UEFA lo ha convocato per il campionato d'Europa 2024 in Germania, insieme agli assistenti Vasile Florin Marinescu e Mihai Ovidiu Artene, e al VAR Catalin Popa. Il successivo 22 maggio dirige la finale della UEFA Europa League vinta dall'Atalanta contro il Bayer Leverkusen (3-0).
Il 12 maggio 2025 viene designato per dirigere la finale di UEFA Champions League 2024-2025 tra Paris Saint-Germain e Inter.